# Rovito
Rovito é uma comuna italiana da região da Calábria, província de Cosenza, com cerca de 2.810 habitantes. Estende-se por uma área de 10 km², tendo uma densidade populacional de 281 hab/km². Faz fronteira com Casole Bruzio, Celico, Cosenza, Lappano, San Pietro in Guarano, Trenta, Zumpano.

## Demografia
| Variação demográfica do município entre 1861 e 2011                               |
|                                                                                   |
| Fonte: Istituto Nazionale di Statistica (ISTAT) - Elaboração gráfica da Wikipedia |